# Jihoafrická unie na Letních olympijských hrách 1948
Jihoafrická unie se účastnila Letní olympiády 1948 v Londýně.

## Medailisté
| Medaile | Jméno           | Sport | Soutěž                         |
| ------- | --------------- | ----- | ------------------------------ |
| Zlato   | Gerald Dreyer   | Box   | muži váha lehká - do 62 kg     |
| Zlato   | George Hunter   | Box   | muži váha polotěžká - do 81 kg |
| Stříbro | Dennis Shepherd | Box   | muži váha pérová - do 58 kg    |
| Bronz   | Johnny Arthur   | Box   | muži váha těžká - do 80 kg     |